# 李霞 (足球運動員)
李霞（1962年—），女，台灣足球員，司職前鋒。足球生涯起步於大德國中、宜寧中學。宜寧中學時期，16歲的她便首次入選中華台北女子足球代表隊，且贏得世界女子足球大賽亞軍。1979年，與宜寧隊友贏得中正杯。1980年2月，代表中華隊贏得第三屆亞洲杯女子足球賽冠軍，之後則贏得洛杉磯國際邀請賽冠軍，於同年10月入讀國立臺灣師範大學，就讀師大期間受訓練時間及傷勢影響未能再次獲得國家隊徵召，直到1984年才再出戰世界女足邀請賽，並奪得亞軍。1986年為中華隊贏得第二屆大洋洲杯女子足球錦標賽，並取得第一屆世界杯女子足球錦標賽代表權，隔年再為中華隊贏得冠軍，也在賽後退役。

## 生平
李霞的足球生涯起步於大德國中，高中則就讀於宜寧中學。1978年7月，她作為宜寧足球隊的一員，獲得芬蘭赫爾辛基盃與瑞典戈夏盃國際分齡足球賽的亞軍及季軍。同年10月，年僅16歲的她首次獲選中華隊，且贏得世界女子足球大賽亞軍。
1979年10月，她隨宜寧隊代表台中市參與臺灣區運動會，以三戰三勝贏得女子足球冠軍。另外，也與周台英及李梅琴等隊友替宜寧贏得中正杯冠軍
1980年2月，她代表中華隊贏得第三屆亞洲杯女子足球賽冠軍。同年9月，再度代表中華隊出賽洛杉磯國際邀請賽，她於賽會中共進五球助中華隊以四戰全勝奪冠，返國前於美國、加拿大及海地所進行的十一場友誼賽，也以全勝收場，她個人則於十一場賽事共進十球。此外，這一年她於暑假過後與李梅琴等隊友，一齊保送國立臺灣師範大學。
1982年10月，她與師大女足部分球員組成的台中市隊贏得區運會女足冠軍。同年11月，師大女足贏得全國中正杯社會女子組冠軍。
1984年10月，她再次代表台中市贏得區運冠軍。同年12月，她時隔四年再度入選代表台灣女子足球之一的中華木蘭隊，出戰世界女足邀請賽，而這四年期間內她因缺乏訓練及膝關節受傷，導致未能保持體態，所以沒能進入國家隊，該屆比賽木蘭隊以亞軍坐收。
1986年4月，她代表中華隊贏得第二屆大洋洲杯女子足球錦標賽，且取得第一屆世界杯女子足球錦標賽的大洋洲代表權，不過她個人並沒有取得進球。隔年，她於世界杯女子足球錦標賽對陣紐西蘭時，在傷停補時進球令中華隊以1－0勝出，且得以晉級決賽，最終奪得冠軍。她在代表中華隊以全勝贏得改名中華杯的台北世界女子足球邀請賽後，便結束了足球生涯。